# Omoplatica holopolia
Omoplatica holopolia är en fjärilsart som beskrevs av Turner 1926. Omoplatica holopolia ingår i släktet Omoplatica och familjen mätare. Inga underarter finns listade i Catalogue of Life.